# دانشگاه الیرموک
دانشگاه الیرموک (به عربی: کلیة الیرموک الجامعة) یک دانشگاه در عراق است که در بعقوبه واقع شده‌است.